# Cadegliano-Viconago
Cadegliano-Viconago, in het plaatselijk dialect Carijan Viconagh genoemd, is een gemeente in de Italiaanse provincie Varese (regio Lombardije) en telt 2176 inwoners (31-10-2017). Het dorp ligt 60 kilometer ten noordwesten van Milaan en 15 kilometer ten noorden van Varese, aan de grens met Zwitserland. De oppervlakte bedraagt 10,2 km², de bevolkingsdichtheid is 212 inwoners per km².

## Geschiedenis
De eerste gemeenteraad werd gekozen in 1821. In 1893 werd de buurtschap Campagna losgemaakt van de gemeente Viconago en toegevoegd aan de gemeente Cremenaga. In 1908 werden het dorp Cadegliano en de buurtschappen Gaggio, Argentera en Doneda gescheiden van de gemeente Viconago en vormden ze een autonome gemeente met de naam Cadegliano. In 1928 ging de gemeente Viconago op in de nieuwe gemeente Cadegliano-Viconago.

## Demografie
Cadegliano-Viconago telt ongeveer 751 huishoudens. Het aantal inwoners steeg in de periode 2001-2017 met 26,6% volgens cijfers uit de tienjaarlijkse volkstellingen van ISTAT.
| Jaar       | Inwoneraantal |
| ---------- | ------------- |
| 1991       | 1884          |
| 2001       | 1774          |
| 2014       | 2045          |
| 31-10-2017 | 2176          |

## Geografie
Bij de gemeente horen de woonplaatsen Arbizzo, Avigno, Cadegliano en Viconago.
Cadegliano-Viconago grenst aan de volgende gemeenten: Cremenaga, Cugliate-Fabiasco, Lavena Ponte Tresa, Marchirolo, Marzio en Montegrino Valtravaglia.

## Monument
De kerk van Sant'Antonio in Viconago is een monument. In deze kerk bevinden zich fresco's van Bartolomeo da Ponte Tresa.

## Geboren
- Gian Carlo Menotti (1911-2007), Amerikaans componist

Agra · Albizzate · Angera · Arcisate · Arsago Seprio · Azzate · Azzio · Barasso · Bardello con Malgesso e Bregano · Bedero Valcuvia · Besano · Besnate · Besozzo · Biandronno · Bisuschio · Bodio Lomnago · Brebbia · Brenta · Brezzo di Bedero · Brinzio · Brissago-Valtravaglia · Brunello · Brusimpiano · Buguggiate · Busto Arsizio · Cadegliano-Viconago · Cadrezzate · Cairate · Cantello · Caravate · Cardano al Campo · Carnago · Caronno Pertusella · Caronno Varesino · Casale Litta · Casalzuigno · Casciago · Casorate Sempione · Cassano Magnago · Cassano Valcuvia · Castellanza · Castello Cabiaglio · Castelseprio · Castelveccana · Castiglione Olona · Castronno · Cavaria con Premezzo · Cazzago Brabbia · Cislago · Cittiglio · Clivio · Cocquio-Trevisago · Comabbio · Comerio · Cremenaga · Crosio della Valle · Cuasso al Monte · Cugliate-Fabiasco · Cunardo · Curiglia con Monteviasco · Cuveglio · Cuvio · Daverio · Dumenza · Duno · Fagnano Olona · Ferno · Ferrera di Varese · Gallarate · Galliate Lombardo · Gavirate · Gazzada Schianno · Gemonio · Gerenzano · Germignaga · Golasecca · Gorla Maggiore · Gorla Minore · Gornate-Olona · Grantola · Inarzo · Induno Olona · Ispra · Jerago con Orago · Lavena Ponte Tresa · Laveno-Mombello · Leggiuno · Lonate Ceppino · Lonate Pozzolo · Lozza · Luino · Luvinate · Maccagno con Pino e Veddasca · Malnate · Marchirolo · Marnate · Marzio · Masciago Primo · Mercallo · Mesenzana · Montegrino Valtravaglia · Monvalle · Morazzone · Mornago · Oggiona con Santo Stefano · Olgiate Olona · Origgio · Orino · Osmate · Porto Ceresio · Porto Valtravaglia · Rancio Valcuvia · Ranco · Saltrio · Samarate · Sangiano · Saronno · Sesto Calende · Solbiate Arno · Solbiate Olona · Somma Lombardo · Sumirago · Taino · Ternata · Tradate · Travedona-Monate · Tronzano Lago Maggiore · Uboldo · Valganna · Varano Borghi · Varese · Vedano Olona · Venegono Inferiore · Venegono Superiore · Vergiate · Viggiù · Vizzola Ticino
1. ↑  https://demo.istat.it/?l=it.